# 北京地下鉄DKZ32型電車
北京地下鉄DKZ32型電車（ペキンちかてつDKZ32がたでんしゃ）は、北京地下鉄亦荘線で運転されている電車。

## 概要
DKZ32型電車は長春軌道客車股份有限公司で23編成（138両）生産され、2010年12月30日より、北京地下鉄亦荘線の開業と共に運転開始された。

## 編成
両端の先頭車が制御車、中間車3両が電動車、1両が付随車からなる、MT比3M3Tの6両編成である。
| スタブアイコン | サブスタブ | この項目は、まだ閲覧者の調べものの参照としては役立たない、鉄道に関連した書きかけの項目です。この項目を加筆・訂正などしてくださる協力者を求めています（P:鉄道/PJ:鉄道）。 |